# اسکوپی
اسکوپی (به لاتین: Scopi) یک کوه در سوئیس است که در کانتون گراوبوندن واقع شده‌است. اسکوپی ۳٬۱۹۰ متر بالاتر از سطح دریا واقع شده‌است.